# Kasteel Steenpoel
Het Kasteel Steenpoel is een voormalig kasteel in de Vlaams-Brabantse plaats Dilbeek, gelegen aan de Ninoofseweg, de Dreeflaan, de Kerkstraat 22 en de Jan Martin Van Lierdelaan 28-30.

## Geschiedenis
Het kasteel werd gebouwd in 1868 door Charles Dansaert. Het domein besloeg vier hectare en werd in 1888 nog uitgebreid tot 6,5 ha. In het domein vindt men de 13e-eeuwse steenpoel (pierrefonds) waar de stenen voor de dorpskerk werden gewonnen en die later tot een vijver werd omgebouwd. In het park vindt men ook een folly in de vorm van een kunstmatige grot die overdekt wordt door een tongewelf.
In 1888 kwam het goed aan de industrieel Fréderic Du Toict welke wijzigingen in de tuin liet doorvoeren. In 1922 kwam het aan Frans Timmermans, die burgemeester van Dilbeek was en ook een brouwerij en café uitbaatte. Na diens dood in 1961 werd het kasteel verhuurd. In 1962 werd het een bejaardentehuis met de naam Val Vert. In 1967 werd het kasteel door brand verwoest en in 1986 werd op het domein een golfterrein aangelegd waarmee een deel van de originele aanleg verloren ging.